# Воронин, Григорий Дмитриевич
Григорий Дмитриевич Воро́нин (род. 1912) — советский самбист и борец классического стиля, чемпион (1938) и бронзовый призёр (1944) чемпионатов СССР по классической борьбе, бронзовый призёр чемпионата СССР по самбо 1940 года, мастер спорта СССР (1952). Увлёкся борьбой в 1927 году. Участвовал в шести чемпионатах СССР по классической борьбе.

## Спортивные результаты
- Чемпионат СССР по самбо 1940 года — ;
- Чемпионат СССР по классической борьбе 1938 года — ;
- Чемпионат СССР по классической борьбе 1944 года — ;